# 玻利維亞穗甲鯰
玻利維亞穗甲鯰，為輻鰭魚綱鯰形目甲鯰科的其中一種，為熱帶淡水魚，分布於南美洲秘魯Madre de Dios河及玻利維亞Grande及Manuripe河流域，體長可達16.4公分，棲息在底層水域，生活習性不明。

## 扩展阅读
維基物種上的相關：玻利維亞穗甲鯰